# Jan I Lemigius
Jan I Lemigius (zm. 615) – egzarcha Rawenny w latach 611-615.
Był następcą Smaragdusa. W okresie swojego panowania starał się unikać konfliktów z Longobardami. Został zamordowany.